# Лебек (Каліфорнія)
Лебек (англ. Lebec) — переписна місцевість (CDP) в США, в окрузі Керн штату Каліфорнія. Населення — 1239 осіб (2020).

## Географія
Лебек розташований за координатами 34°50′41″ пн. ш. 118°53′57″ зх. д. / 34.84472° пн. ш. 118.89917° зх. д. (34.844618, -118.899228).  За даними Бюро перепису населення США в 2010 році переписна місцевість мала площу 39,70 км², з яких 39,70 км² — суходіл та 0,00 км² — водойми.

### Клімат
| Клімат : Лебек          | Клімат : Лебек | Клімат : Лебек | Клімат : Лебек | Клімат : Лебек | Клімат : Лебек | Клімат : Лебек | Клімат : Лебек | Клімат : Лебек | Клімат : Лебек | Клімат : Лебек | Клімат : Лебек | Клімат : Лебек | Клімат : Лебек |
| Показник                | Січ.           | Лют.           | Бер.           | Квіт.          | Трав.          | Черв.          | Лип.           | Серп.          | Вер.           | Жовт.          | Лист.          | Груд.          | Рік            |
| Абсолютний максимум, °C | 22,2           | 24,4           | 29,4           | 32,2           | 38,3           | 39,4           | 42,8           | 39,4           | 37,2           | 35,0           | 27,8           | 22,8           | 42,8           |
| Середній максимум, °C   | 12,5           | 13,9           | 15,4           | 17,9           | 21,8           | 26,2           | 30,7           | 30,6           | 28,1           | 22,4           | 16,1           | 12,0           | 20,7           |
| Середня температура, °C | 6,8            | 7,7            | 8,9            | 10,9           | 14,9           | 19,3           | 23,0           | 22,8           | 20,0           | 15,1           | 9,9            | 6,4            | 13,8           |
| Середній мінімум, °C    | 1,2            | 1,6            | 2,3            | 4,0            | 8,0            | 12,4           | 15,3           | 15,1           | 11,9           | 7,7            | 3,7            | 0,7            | 7,0            |
| Абсолютний мінімум, °C  | −11,7          | −11,1          | −11,1          | −9,4           | −3,3           | −5             | 1,1            | 1,1            | 1,1            | −4,4           | −9,4           | −10,6          | −11,7          |
| Норма опадів, мм        | 56             | 66             | 54             | 27             | 12             | 2              | 2              | 2              | 6              | 12             | 33             | 43             | 315            |
| ----------------------- | -------------- | -------------- | -------------- | -------------- | -------------- | -------------- | -------------- | -------------- | -------------- | -------------- | -------------- | -------------- | -------------- |
| Джерело:                |                |                |                |                |                |                |                |                |                |                |                |                |                |

## Демографія
Згідно з переписом 2010 року, у переписній місцевості мешкало 1468 осіб у 533 домогосподарствах у складі 372 родин. Густота населення становила 37 осіб/км².  Було 594 помешкання (15/км²).
Расовий склад населення:
| - 78,5 % — білих - 3,1 % — корінних американців - 1,2 % — азіатів - 1,0 % — чорних або афроамериканців - 10,1 % — осіб інших рас |

До двох чи більше рас належало 6,2 %. Частка іспаномовних становила 26,9 % від усіх жителів.
За віковим діапазоном населення розподілялося таким чином: 26,1 % — особи молодші 18 років, 60,4 % — особи у віці 18—64 років, 13,5 % — особи у віці 65 років та старші. Медіана віку мешканця становила 40,6 року. На 100 осіб жіночої статі у переписній місцевості припадало 108,2 чоловіків;  на 100 жінок у віці від 18 років та старших — 109,1 чоловіків також старших 18 років.
Медіана доходів становила 24 714 долари для чоловіків та 41 163 долари для жінок. За межею бідності перебувало 23,3 % осіб, у тому числі 54,1 % дітей у віці до 18 років та 0,0 % осіб у віці 65 років та старших.
Цивільне працевлаштоване населення становило 566 осіб. Основні галузі зайнятості: мистецтво, розваги та відпочинок — 29,2 %, будівництво — 24,0 %, освіта, охорона здоров'я та соціальна допомога — 15,9 %.